# 文喜玉

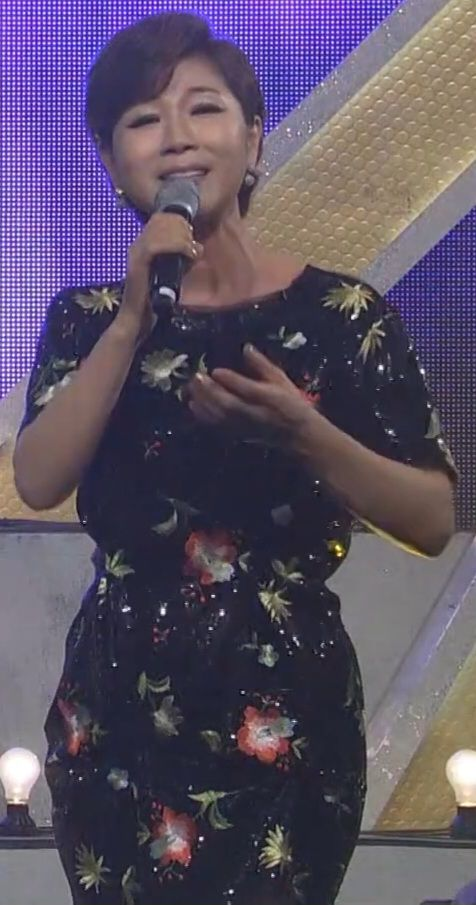
文喜玉

文喜玉（ムン・ヒオク、1969年7月27日 - ）は、大韓民国のトロット歌手である。

## 生涯
文喜玉は、江原道三陟郡長城邑(現 太白市)で2男3女の中で4番目に生まれた。. 以降、学業のためソウルに上京し、ソウル恩光女子高等学校2学年に在学中であった1986年に学校長所自慢で周炫美の「雨降る永東橋」を歌い、実力認定を受け、作曲家アン・チヒャンが運営した所属社アンタプロダクションで1余年間トレーニングを受けた。そして、1987年に全羅道、慶尚道、咸鏡道等方言創作曲を収めた「8道ディスコ方言メドレー」（イ・ホソプ作詞/アン・チヘン作曲）を発表し、歌手としてデビューした。デビュー当時文喜玉は、高等学校3学年に在学中にあって、「天方地軸」(=全羅道方言)、「三水甲山の鳩」(=咸鏡道方言) 等の各地方の方言歌詞からなる代表的な創作曲を味わい深く歌い、当時一週間だけで360万枚という莫大なディスク販売量を記録した。デビューと同時に大きな成果を収め、自身が通った高等学校の取り持ちで、学校の講堂で生涯初のリサイタル講演を行った。しかしながら期待した程の成功を収められなかったのは、文喜玉のように10代後半のスターがトロットジャンルをするということが受け入れられなかったためである。そして当時、時代的に方言は、公共電波の舞台で活動することが禁止されていたため、同年に、標準語歌詞による《빈손》(イ・ジョンファ/アン・チヘン)を発表した。
1988年文喜玉は、困難な家庭環境の中においても懸命に勉強を続け、ソウル芸術大学実用音楽学科に入学し、大学生歌手となり、同年スローテンポの正統派トロット《가는 님 가는 정》を発表した。チョン・ジェウンが1984年に歌った 《사랑의 거리》を文喜玉が2集タイトル曲としてリメイクした。(作詞:チョン・ウニ 作曲:ナム・クギン 編曲:キム・ヨンニョン)150余曲を歌ったが、その歌が全てトロットで構成されていた。1989年にデビューと同時に大きな成果をあげ、大衆の愛を受けた文喜玉は、正統派トロットリズムを軽快に現代化したフォックストロット〈사랑의 거리〉로 방송 음악다방 등지의 人気チャートで上位圏に入り歌手としての全盛期を迎え、トロット歌手のホープとして期待を集めた。また日本の大阪で同胞慰問公演を初めとして、日本にも進出した。

## 出演作

### 放送出演作
- 2014年 Cチャンネル 教養番組《힐링토크 회복》
- 2012年 JTBC 娯楽番組《オー！ハッピーデー》
- 2012年 SBS 娯楽番組《강심장》
- 2011年 MBC 娯楽番組《私はトロット歌手》
- 2011年 tvN 娯楽番組《オペラスター2011》
- 2011年 SBS 教養番組《いい朝》
- 2010年 OBS 娯楽番組《토크樂 황금 마이크》